# Жанатурмиський сільський округ (Байзацький район)
Жанатурми́ський сільський округ (каз. Жаңатұрмыс ауылдық округі, рос. Жанатурмысский сельский округ) — адміністративна одиниця у складі Байзацького району Жамбильської області Казахстану. Адміністративний центр — село Кокбастау.
Населення — 3543 особи (2021; 3653 у 2009, 2790 у 1999, 2383 у 1989).
Станом на 1989 рік існувала Жанатурмиська сільська рада (села Гослісотутопитомник, Жанатурмис, Кокбастау, Корольовка, Тегістік, селища Акчулак, Корольовка). 1997 року округ був ліквідований та приєднаний до Ботамойнацького сільського округ, однак того ж року відновлений.

## Склад
До складу округу входять такі населені пункти:
| Населений пункт           | Старі назви         | Населення, осіб (1989) | Населення, осіб (1999) | Населення, осіб (2009) | Населення, осіб (2021) |
| ------------------------- | ------------------- | ---------------------- | ---------------------- | ---------------------- | ---------------------- |
| Акчулак, станційне селище | -                   | 467                    | 495                    | 295                    | 778                    |
| Жанатурмис, село          | -                   | 411                    | 313                    | 863                    | 637                    |
| Жибек-Жоли, село          | Корольовка          | 111                    | 305                    | 329                    | 469                    |
| Кайнар, станційне селище  | Корольовка          | 213                    | 126                    | 135                    | 104                    |
| Кокбастау, село           | -                   | 841                    | 1097                   | 1618                   | 1253                   |
| Тегістік, село            | -                   | 270                    | 270                    | 319                    | 243                    |
| Торегельди, село          | Гослісотутопитомник | 70                     | 184                    | 94                     | 59                     |